# 崔琰
崔琰（163年—216年），字季珪，清河郡东武城县（今河北省衡水市故城县）人，司空崔林堂兄，原屬袁紹，後屬曹操。

## 生平

### 早期
二十九歲時與公孫方等人結交，並在鄭玄處求學，但是学期未過一年，就恰逢黃巾之亂，徐州黃巾軍攻破了北海郡（194年），鄭玄與其子弟到不其山避難，當時糧十分缺乏，玄只好停學，辭謝其子弟，因此琰被遣散，到處都是盜寇，西去道路不通，於是周旋於青，徐，兗，豫四州郊野，向東去壽春，向南到長江，洞庭湖地區。離開家鄉四年後才回家，在家只以彈琴讀書自娛。

### 為袁紹屬下時
袁紹聽到琰名譽後徵召，時紹兵專橫暴虐，挖掘墳墓，琰勸紹:「昔日荀况（荀子）有說道：『對士兵平日不教訓，戰鬥力不強，即使是商湯及周文王都不能拿那些人來打勝仗』現在道路上屍骨暴露，百姓都未看到主公的德政，應令各郡縣掩埋屍骸來顯示傷痛及愛心，追隨周文王之仁慈之舉。」於是被任為騎都尉。
後來紹要出兵於黎陽，鎮守延津，琰說:「天子現於許昌，百姓都想支持朝廷，本軍不如謹守治境，向天子述職，方便可安定此區。」但紹不聽，因此於官渡被挫敗，紹死後，其子袁譚和袁尚奪位時爭取琰，但琰以病來推辭，因此獲罪，被關進監獄，終被陰夔和陳琳營救才免死。

### 為曹操屬下後
袁譚被打敗後投靠曹操任冀州牧，徵召琰為別駕從事，於宴會上對琰說：「昨日查核戶籍，可達三十萬之多，冀州可稱為大州了！」但琰說:「現在九州分裂，二袁（袁譚和袁尚）大動干戈，冀州人民屍體遍野，沒聽說王師以仁政為先導，訪問民眾風俗，救民於火，反而卻計算甲兵多少，把此當成大事，難道冀州百姓都是這樣來期望明公（曹操）嗎？」於是操肅然動容，向琰表示歉意，當時在場的賓客都大驚失色。
建安十一年（206年），曹操征讨并州，留下崔琰在邺城辅佐曹丕。曹丕照旧外出打猎，改换服装、车辆，兴趣全在追逐猎物上。琰規勸:「曾聽周文王不敢打獵為樂，《尚書》記載此時以為後人借鑒，魯隱公外出觀魚，《春秋》因其非禮而譏諷之。這是周公，孔丘格言，兩部經典有所明義，夏桀無道，成為商朝一面鏡子，《詩經》說道:『殷鑒不遠。』;王者的疾日不該舉樂，《禮記》記載此事作為忌戒。這又是比較切近的得失成敗的比例，不能不深思明察啊！袁氏家族富強，而其公子任意放縱，遊玩作樂，極為奢侈，正義之舉天下不聞，明哲君子頓刻間便離去，勇武壯士不肯為其為爪來使用，這就決定了袁氏雖擁有了百萬民眾，地盤跨過河北，卻沒立足之地。今國家衰敗，恩惠施予尚不普遍，百姓都想著德政。況且明公親自參與軍旅徵討，上上下下操勞辛苦，謹慎地使行為端正，思慮治國最高戰略，對內所有鑒戒，對外發揚高遠節操，深加思索對太子責任，寶貴身份。而現在穿著山澤園囿卑賤服裝，急於四處奔馳，身臨險地，志向只限於打獵小娛樂，忘了國家社稷的重要，這實在令有識者痛心啊!希望能燒毀獵具，捨棄戎服來滿足眾人願望，不讓老臣獲罪於天。」後來曹丕果真聽其教誨，做到以上所有東西，還說其再犯錯就再給教誨。
建安十三年（208年），曹操成為了丞相，崔琰為东西曹掾属征事。起初授於其東曹职务時文告說：「君有伯夷風範，史魚耿直，反貪夫因君之名譽而變得清廉，壯士因崇尚君名譽而更勉勵自己，這是可作為時代表率的，所以授君為東曹一職，履行职责。」
建安十八年（213年），魏國初建，任命崔琰為尚書，這時尚未立太子，临菑侯曹植有才華及愛心。曹操猶豫，發出信函命令在外地秘密訪談。崔琰信不封口答复:「我懂《春秋》有長子當立大意，並五官中郎將（曹丕）仁孝聰慧，應該繼承大業。琰將用死來堅守原則。」由於曹植是崔琰的姪女婿，操十分稱讚崔琰的大公無私與高風亮節，喟然嘆息，升其為中尉。
崔琰体态雄伟，声音洪亮，眉目疏朗，须长四尺，很有威重的仪态，再加上個性耿直，勇於提出諫言，朝廷中人均對他很是敬仰，而曹操对他也有几分敬畏。崔琰曾經推荐过鉅鹿人楊訓，說他虽然才能不足，但清廉貞潔，遵守正道，曹操於是以禮徵召楊訓。

### 引咎而死
曹操為魏王時，崔琰所推薦的楊訓上表稱讚曹操功績，誇述曹操盛德，就有人譏笑楊訓虛偽、迎合權勢，認為崔琰推介不當。崔琰從楊訓那裡拿表文來看，便寫信給楊訓：「讀過你的表文了，寫得很好！時勢啊時勢，總會有變化的時候（省表，事佳耳！時乎時乎，會當有變時）。」崔琰的本意是諷刺那些人喜歡譴責、呵叱別人，而不尋求情理。但有人誣陷說崔琰此信是傲世不滿且怨恨咒罵，曹操便生氣說：「諺語說『生女耳（只不過是生個女兒罷了）』，『耳』不是個好詞，『會有變的時候』的意思為很不恭順。」於是崔琰被罰為徒隶，派人監視，但他也不屈服，曹操便下令文：「崔琰雖然受刑，但仍與賓客來往，門庭若市，接待賓客時鬍鬚捲曲，雙目直視，好像有怨忿。」於是賜崔琰死。根據傅玄著作《傅子》記載，是丁儀的讒言冤死了崔琰。
《魏略》記載，有人得到崔琰的信並用來包裹籠，且拿著籠在街上行走。當時有位與崔琰不和的人，從遠處看見用來包裹籠的信紙上有崔琰的名字，就向曹操告發崔琰。曹操認為崔琰心懷不滿，於是將崔琰收監，並削去他的頭髮要他當勞役。那人又向曹操告發說：「崔琰雖為勞役，但他鬍鬚捲曲，雙目直視，好像有怨忿。」曹操亦對此認同，便想殺死崔琰。曹操派人去處理崔琰，那官員向崔琰說：「你的事三日後會有消息。」崔琰不明白這是甚麼意思，幾日後，那官員向曹操告知崔琰未死，曹操憤怒地說：「難道崔琰非要我動刀不可嗎！」那官員將此言告知崔琰，崔琰說：「我真不好，沒想到曹公是這樣的意思！」然後就自殺。
由於曹操性忌，凡是不可容忍的人如孔融、許攸及婁圭都曾是曹操老友，但皆為不恭敬者被殺，而崔琰則是世人長年痛惜之者。崔琰死後，同朝的毛玠十分不愉快。

## 性格特徵
崔琰相貌端正而有威儀，眉目疏朗，聲音洪亮，四尺鬍鬚整齊秀長，直垂胸脯，儀態十分威嚴，入朝每每引起群臣的矚目，連曹操都對其相當敬畏，但其性格樸實、言辭遲鈍，喜歡擊劍、崇尚武藝，因此於二十三歲時鄉里按規定將其轉為正卒時才感慨發奮，才研讀《論語》、《韓詩》，使到其有文武的一面。
與司馬兄弟（司馬朗和司馬懿）要好，曾對司馬朗評論司馬懿明哲公允，剛強果斷英勇，沒人可比。也有評論過其堂弟崔林說其大器晚成的人，最終必有發展。又對孫禮說其誠信耿直，剛毅果斷，又對盧植兒子盧毓說其清醒機警，深明事理，百折不饒。還對禮，毓說可做三公，果真，林，禮及毓成宰輔。還有與要好朋友公孫方和宋阶早逝，因此崔琰就撫養其子女，對待其子為親生子，其明鑒卓識，篤於情義。

## 逸事
《世说新语》捉刀的故事：魏王曹操将要接见匈奴使臣，但自认容貌醜陋，無法在外國稱雄，就命一表人材的崔琰假裝魏王，接见匈奴使臣。曹操自己扮成侍衛的武士，持刀站在床头。接见完毕，派間諜问匈奴使臣：“魏王怎麼樣？”使臣回答：“魏王氣派高雅，儀表非凡，但是床頭捉刀人才是英雄啊！”曹操听到此事，就派人追杀这个會識人的使臣。

## 家庭
- 崔密，崔琰父親
  - 崔霸，崔琰兄長[11]
    - 崔氏，崔霸女，嫁曹植。《魏晋世语》记载，崔氏的衣装过于华美，曹操登台看到后，认为她违反了穿着华丽的禁令，回家后崔氏就被赐死了。
      - 崔諒，《世說新語》記載為崔霸孫，《冀州記》則記載為崔琰之孫，《新唐書》則記載為崔琰子
        - 崔遵，崔霸曾孫，後燕太常卿
        - 崔毖，崔琰曾孫

## 評價
- 陳壽於《三國志》評論：「崔琰高格最優，鮑勳秉正無亏，而皆不免其身，惜哉！大雅贵“既明且哲”，虞书尚“直而能温”，自非兼才，畴克备诸！」
- 曹操：「君有伯夷之风，史鱼之直，贪夫慕名而清，壮士尚称而厉，斯可以率时者已。故授东曹，往践厥职。」
- 傅玄《傅子》：「武皇帝，至明也。崔琰、徐奕，一時清賢，皆以忠信顯於魏朝；丁儀間之，徐奕失位而崔琰被誅。」
- 《先贤行状》：「琰清忠高亮，雅识经远，推方直道，正色於朝。魏氏初载，委授铨衡，总齐清议，十有馀年。文武群才，多所明拔。朝廷归高，天下称平。」
- 鱼豢《魏略》：「明帝时，崔林尝与司空陈群共论冀州人士，称琰为首。群以‘智不存身’贬之。林曰：‘大丈夫为有邂逅耳，即如卿诸人，良足贵乎！’」
- 袁宏《三國名臣頌》：「崔生高朗，折而不撓，所以策名魏武、執笏霸朝者，蓋以漢主當陽，魏后北面者哉！若乃一旦進璽，君臣易位，則崔生所以不與，魏氏所以不容。夫江湖所以濟舟，亦所以覆舟；仁義所以全身，亦所以亡身。然而先賢玉摧於前，來哲攘袂於後，豈天懷發中，而名教束物者乎！」
- 严从：「崔子矫然，植青松之操，鲠词直对，则左右失容，捐生取义，千载称美，虽遇谗谮，荩亦其素志矣。」
- 罗贯中：「清河崔琰，天性坚刚；虬髯虎目，铁石心肠；奸邪辟易，声节显昂；忠于汉主，千古名扬！」
- 梁启超：「古者任官，各举其所知，内不避亲，外不避仇。汉、魏之间，尚存此意，故左雄在尚书，而天下号得人；毛玠、崔琰为东曹掾，而士皆砥砺名节。后世虑选人之请托，铨部之徇私也，于是崔亮、裴光庭定为年劳资格之法，孙丕扬定为掣签之法。防之诚密矣，然而奇才不能进，庸才不能退，则考绩废也；不为人择地，不为地择人，则吏治隳也。」
- 易中天：「崔琰是三国时最为德高望重的名士，正派儒雅，又有远见卓识，仪表堂堂，凛然于朝，曹操也被他的一身正气所慑服。崔琰之死，是当时最大的冤案。崔琰用死证明自己是君子。曹操用崔琰的死，证明自己是奸雄。」

## 艺术形象

### 三国演义
崔琰初为袁绍谋事。袁绍败亡后，曹操辟他为官。崔琰刚正不阿，官做到尚书。后来反对曹操进位魏王而入狱。狱中大骂曹操欺君奸贼，被曹操下令杖杀于狱中。

### 影視
- 1975年電視劇《洛神》：周吉
- 1987年歌仔劇《金缕歌》：方龙
- 1994年電視劇《楊麗花歌仔戲洛神》：林义雄
- 2002年電視劇《洛神》：江汉
- 2013年電視劇《新洛神》：隋抒洋
- 2017年電視劇《大军师司马懿之军师联盟》：王泽清
- 2018年電視劇《三國機密之潛龍在淵》：張雷

### 漫畫
- 《蒼天航路》（王欣太）

## 延伸阅读
[在维基数据编辑]
 《三國志·卷12》，出自陳壽《三國志》

## 註解
1. ↑  《三國志·魏志二十四·崔林傳》：少时晚成，宗族莫知，惟从兄琰异之。
2. ↑  《三國志·魏書·崔琰傳》:昔孫卿有言:「士不素教，甲兵布列，雖湯武不能以戰勝」今道路暴骨，民未見德，宜敕郡縣掩骨埋（上此下肉,念此)，示憯怛之愛，追文王之仁。
3. ↑  《三國志·魏書·崔琰傳》:天子在許，民望助順，不如守境述職，以寧區宇。
4. ↑  謂琰曰：「昨安戶籍，可得三十萬眾，故為大州也。」琰對曰:「今天下分崩，九州幅裂，二袁兄弟親尋干戈，冀方人蒸庶暴骨原野，未聞王師人聲先路，存向風俗，救其凃炭，而校計甲兵，唯此為先，斯豈鄙州士女所望於明公哉！」
5. ↑  《三國志·魏書·崔琰傳》:太祖征并州，留琰傅文帝于邺。世子仍出田猎，变易服乘，志在驱逐。琰书谏曰：“蓋聞盤於遊田，《書》之所戒，魯隱觀魚，《春秋》譏之，此周，孔之格言,二經之明義。殷鑒夏後，《詩》稱不遠，子卯不樂，《禮》以為忌，此又近者之得失，不可不深查也。袁族富強，公子寬放，盤遊滋侈，義聲不聞，哲人君子，俄有色斯之志，熊罴壯士，墮於吞噬之用，固所以擁徒百萬，跨有河朔，無所容足也。今幫國殄瘁，惠康未洽，士女企踵，所思者德。況公親禦戒馬，上下勞慘，世子宜遵大路，慎以行正，思經國之高略，內鑒近戒，外揚遠節，深惟儲副。而猥襲虞旅之賤服，忽池騖而陵險，志雉兔之小娛，忘社稷之為重，斯誠有識所以惻心也。唯世子燔翳捐褶，以塞眾望，不令老臣獲罪於天。”世子报曰：“昨奉嘉命，惠示雅数，欲使燔翳捐褶，翳已坏矣，褶亦去焉。后有此比，蒙复诲诸。
6. ↑  《三國志·魏書·崔琰傳》:太祖为丞相，琰复为东西曹掾属徵事。初授东曹时，教曰：“君有伯夷之风，史鱼之直，贪夫慕名而清，壮士尚称而厉，斯可以率时者已。故授东曹，往践厥职。”
7. ↑  《三國志·魏書·崔琰傳》:魏国初建，拜尚书。时未立太子，临菑侯植有才而爱。太祖狐疑，以函令密访于外。唯琰露板答曰：“蓋聞《春秋》之義，立子以長，加五官將仁孝聰明，宜承正統。琰以死守之。”植，琰之兄女婿也。太祖贵其公亮，喟然叹息，迁中尉
8. ↑  武皇帝，至明也。崔琰、徐奕，一時清賢，皆以忠信顯於魏朝；丁儀間之，徐奕失位而崔琰被誅。
9. ↑  《魏略》於《三國志裴注·魏書·崔琰傳》註釋記載：人得琰書，以裹幘籠，行都道中。時有琰有不平者，遙見琰名著幘籠，從而視之，遂白之。太祖以為琰腹誹心謗，乃收付獄，髡（原上髟下几）刑輸徒。前所白琰者又复白之雲：「琰為徒，虬須直視，心似不平。」時太祖亦以為然，遂欲殺之。乃使清公大吏往經營琰，敕吏曰：「三日期消息。」琰不悟，後數日，吏故白琰平安，公忿然曰：「崔琰必欲使孤行刀鋸乎！」吏以是教告琰，琰謝吏曰：「我殊不宜，不知公意至此也！」遂自殺。
10. ↑  《世说新语》容止：魏武将见匈奴使，自以形陋，不足雄远国，使崔季珪代，帝自捉刀立床头。既毕，令间谍问曰：“魏王何如？”匈奴使答曰：“魏王雅望非常；然床头捉刀人，此乃英雄也。”魏武闻之，追杀此使。
11. ↑  《新唐書·卷七十二·表第十二下·宰相世系二下》：「伯基八世孫密。密二子：霸、琰。霸曾孫遵。」